# Martijn Wydaeghe
Martijn Wydaeghe (* 1. September 1992 in Izegem) ist ein belgischer Rallye-Beifahrer.

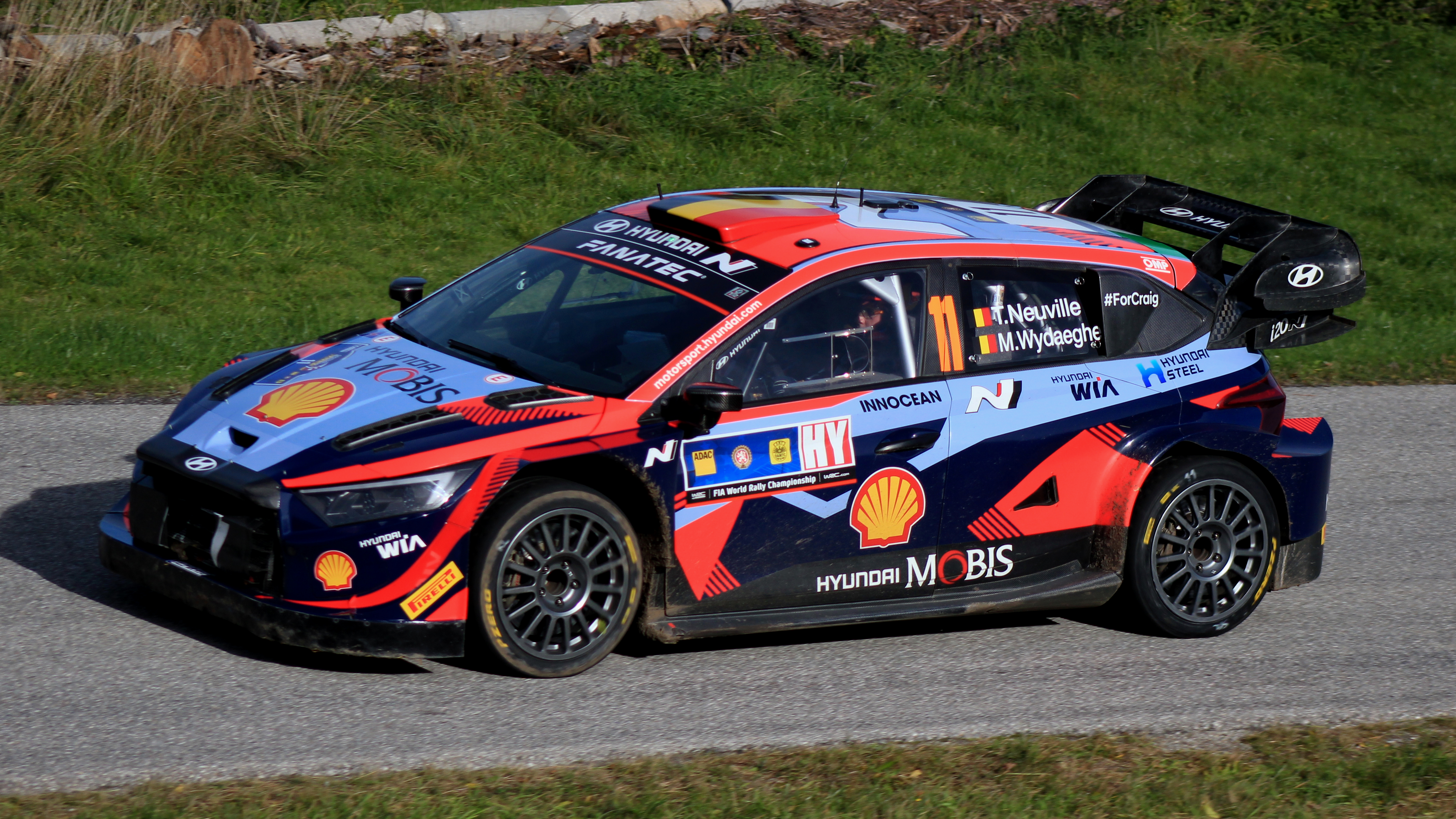
Martijn Wydaeghe und Thierry Neuville bei der Rallye Zentraleuropa 2023

## Karriere
Sein Debüt in der Rallye-Weltmeisterschaft gab Wydaeghe bei der Rallye Frankreich im Jahr 2013. Bevor er 2021 bei Thierry Neuville ins Auto stieg, war er bereits Co-Pilot von Freddy Loix, Mats van den Brand, Chewon Lim, Guillaume de Mévius und Craig Breen.
Im Jahr 2021 gewann er mit Thierry Neuville die Ypern-Rallye und die Rallye Katalonien, sie belegten den 3. Platz in der Weltmeisterschaft. 2022 siegten sie bei der Rallye Griechenland und der Rallye Japan, sie errangen erneut den 3. Platz in der Weltmeisterschaftstabelle. Im Jahr 2023 gewannen Wydaeghe und Neuville die Rallye Italien.
In der Weltmeisterschaft 2024 gewannen sie die Rallye Griechenland und am 24. November 2024 wurden Martijn Wydaeghe und Thierry Neuville in Japan zum ersten Mal Weltmeister. Dies ist auch der erste Rallye-Weltmeistertitel für Belgien.

## Statistik

### WRC-Siege
| # | Rallye                 | Saison | Co-Pilot         | Auto                 |
| - | ---------------------- | ------ | ---------------- | -------------------- |
| 1 | Rallye Belgien (Ypern) | 2021   | Thierry Neuville | Hyundai i20 WRC      |
| 2 | Rallye Spanien         | 2021   | Thierry Neuville | Hyundai i20 WRC      |
| 3 | Rallye Griechenland    | 2022   | Thierry Neuville | Hyundai i20 N Rally1 |
| 4 | Rallye Japan           | 2022   | Thierry Neuville | Hyundai i20 N Rally1 |
| 5 | Rallye Sardinien       | 2023   | Thierry Neuville | Hyundai i20 N Rally1 |
| 6 | Rallye Zentraleuropa   | 2023   | Thierry Neuville | Hyundai i20 N Rally1 |
| 7 | Rallye Monte Carlo     | 2024   | Thierry Neuville | Hyundai i20 N Rally1 |
| 8 | Rallye Griechenland    | 2024   | Thierry Neuville | Hyundai i20 N Rally1 |